# Větřkovice
Větřkovice (en allemand : Dittersdorf) est une commune du district d'Opava, dans la région de Moravie-Silésie, en République tchèque. Sa population s'élevait à 742 habitants en 2021.

## Géographie
Větřkovice se trouve à 6 km à l'est de Vítkov, à 19 km au sud-sud-ouest d'Opava, à 33 km à l'ouest-sud-ouest d'Ostrava et à 245 km à l’est-sud-est de Prague.
La commune est limitée par Radkov et Vítkov au nord, par Březová à l'est, par Fulnek et Odry au sud, et par Vítkov à l'ouest.

## Histoire
La première mention écrite de la localité date de 1298.

## Administration
La commune se compose de deux quartiers :
- Větřkovice
- Nové Vrbno

## Transports
Par la route, Větřkovice se trouve à 6 km de Vítkov, à 23 km d'Opava, à 51 km d'Ostrava et à 338 km de Prague.